# Tadim
Tadim es una freguesia portuguesa perteneciente al municipio de Braga. Posee un área de 2,27 km² y una población total de 886 habitantes (2001). La densidad poblacional asciende a 390,3 hab/km².
- Datos: Q2116543
- Multimedia: Tadim / Q2116543